# EDUlib
 (mars 2017).
EDUlib est une plateforme d'apprentissage en ligne (dite FLOT ou MOOC) qui propose  des cours universitaires en ligne ouverts à tous. Sur le plan technique, le plateforme repose sur le logiciel open edX qui est fournie par edX et soutenue par Google.
Sur le plan organisationnel, le projet a été initié en 2012 par HEC Montréal, auquel se sont joints l’Université de Montréal et Polytechnique Montréal en 2015, formant ainsi le seul consortium francophone en éducation de ce type en Amérique du Nord.
Tous les ans depuis 2015, un colloque est organisé auprès de la communauté universitaire québécoise au sujet du développement des MOOCs et d'EDUlib,. Par ailleurs, la plateforme est l'objet de nombreux articles scientifiques traitant  notamment de la formation à distance, de l'engagement des apprenants, de l'apprentissage médiatisé, ou encore, plus largement, du phénomène d'émergence de ce type de cours en ligne.